# Evarcha chubbi
Evarcha chubbi är en spindelart som beskrevs av Roger de Lessert 1925. Evarcha chubbi ingår i släktet Evarcha och familjen hoppspindlar. Inga underarter finns listade i Catalogue of Life.